# 34355 Mefford
34355 Mefford este o planetă minoră (asteroid) din centura de asteroizi. A fost descoperită pe 1 septembrie 2000 la Experimental Test Site⁠(d) de Lincoln Near-Earth Asteroid Research. 
Obiectul prezintă o orbită caracterizată de o semiaxă mare de 2,7353767 UAi, o excentricitate de 0,06, o înclinație de 4,00968 ° în raport cu ecliptica.